# Grzybówka zielonoostrzowa

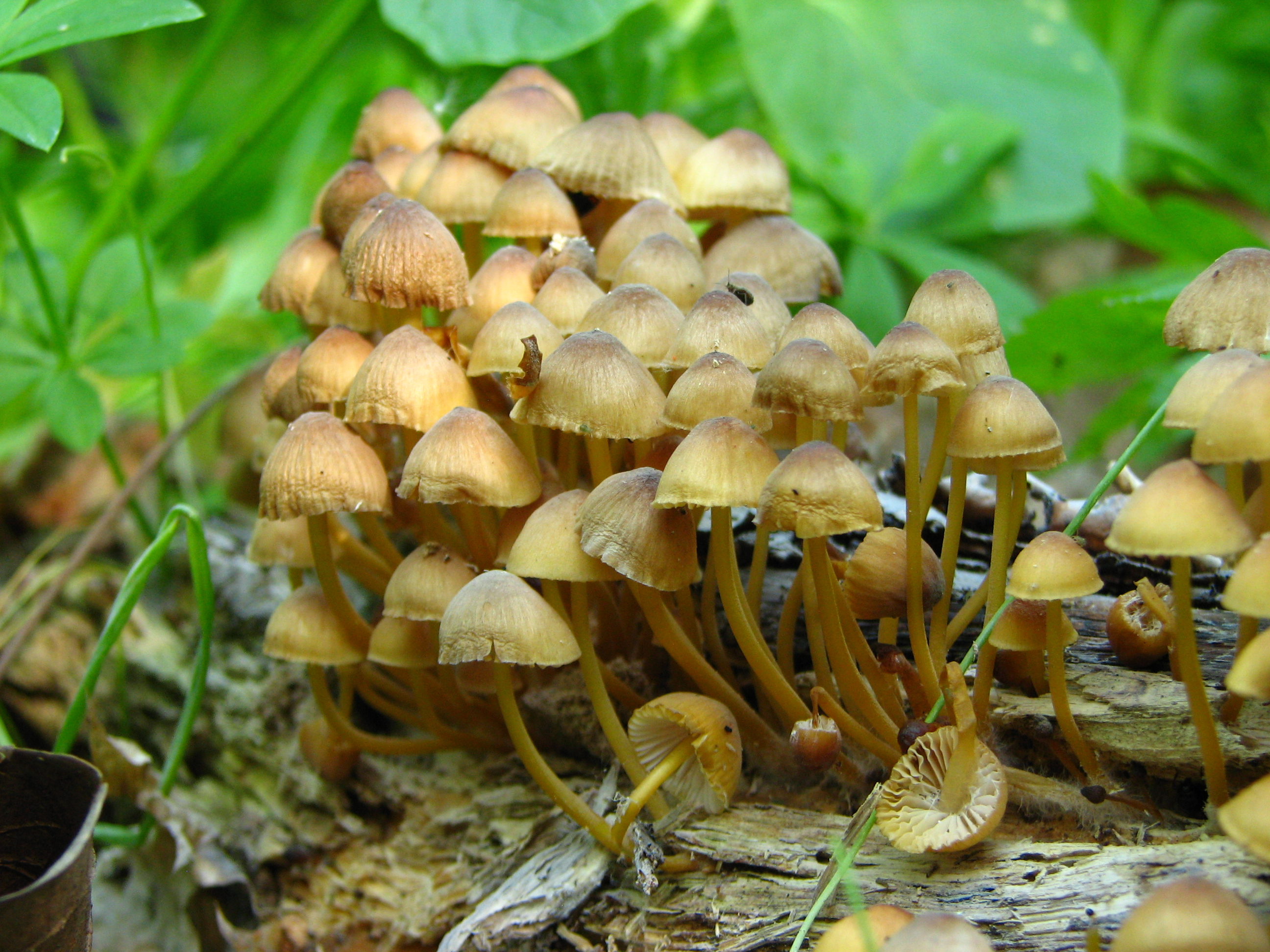

Grzybówka zielonoostrzowa, grzybówka zielonoobrzeżona, grzybówka żółta (Mycena viridimarginata P. Karst.) – gatunek grzybów z rodziny grzybówkowatych (Mycenaceae).

## Systematyka i nazewnictwo
Pozycja w klasyfikacji według Index Fungorum: Mycena, Mycenaceae, Agaricales, Agaricomycetidae, Agaricomycetes, Agaricomycotina, Basidiomycota, Fungi.
Takson ten opisał w 1892 r. Petter Karsten.
Maria Lisiewska w 1987 r. nadała mu polską nazwę grzybówka zielonoobrzeżona lub grzybówka żółta. Władysław Wojewoda w 2003 r. zaproponował nazwę grzybówka zielonoostrzowa.

## Morfologia
Kapelusz
Średnica 10–35 mm, początkowo stożkowy lub dzwonkowaty, potem spłaszczony, czasami z niskim garbkiem, bruzdkowany, półprzeźroczyście-prążkowany. Jest higrofaniczny. Powierzchnia oprószona, błyszcząca, czerwonawo-brązowa, oliwkowobrązowa, zielonkawo-brązowa, oliwkowozielona, szarozielona, brzegi jaśniejsze, żółtawo-oliwkowe, zielonkawo-żółte lub bardziej zielonkawe.
Blaszki
W liczbie 20–25 dochodzących do trzonu, wypukłe, wąsko przyrośnięte, czasami zbiegające z krótkim ząbkiem, białawe, szarawobiałe, żółtawo-białe do szarych, brzegi oliwkowe lub zielonkawoszare. Ostrza od ciemnoszarych do ciemno szarobrązowych, często tylko w pobliżu brzegu kapelusza, a czasami wcale nie są inaczej zabarwione.
Trzon
Wysokość 20–70 cm, grubość 1–3 mm, w środku pusty, walcowaty, czasami przy podstawie nieco poszerzony, prosty lub zagięty. Powierzchnia górą oprószona, niżej naga, o barwie od żółtawej do żółtobrązowej (miodowej), przy podstawie ciemniejsza (do ciemnobrązowej). Wierzchołek czasami bardzo blady, prawie biały. Podstawa gęsto pokryta białawymi włókienkami.
Miąższ
Zapach nieokreślony, słaby.
Cechy mikroskopowe
Podstawki 25–32 × 8–10 µm, smukłe, maczugowate, 4-zarodnikowe ze sterygmami o długości 5-8 µm. Zarodniki 9–13 × 6–7,5 µm, Q = 1,3–1,7, Qav ≈ 1,5, szeroko pipetowate, amyloidalne. Cheilocystydy 23–70 × 8–10 µm, tworzące sterylne pasma, maczugowate, wrzecionowate, prawie cylindryczne, o wierzchołkach czasami zwężonych w prostą szyjkę lub dwie szyjki. Pleurocystyd brak. Strzępki włosków w skórce kapelusza o szerokości 2–8 µm, nieżelatynizowane, pokryte prostymi lub rozgałęzionymi, cylindrycznymi lub nieregularnie ukształtowanymi naroślami o wymiarach 2–20 × 1,56 µm, które mogą tworzyć gęste masy. Strzępki warstwy korowej trzonu o szerokości 1,5–4 µm, nieco żelatynizowane, gładkie lub słabo pokryte tępymi brodawkami lub krótkimi cylindrycznymi wybrzuszeniami 1–6 (–12) × 2–3,5 µm, komórki końcowe z grubymi, cylindrycznymi lub maczugowatymi naroślami. Sprzążki występują w strzępkach wszystkich części grzyba.

## Występowanie i siedlisko
Znane jest występowanie grzybówki zielonoostrzowej w wielu krajach Europy, w Rosji i w Ameryce Środkowej. Władysław Wojewoda w wykazie podstawkowych grzybów wielkoowocnikowych Polski przytacza 10 stanowisk i umieszcza ten gatunek na liście gatunków rzadkich w Polsce. W Norwegii jest dość pospolity.
Grzyb saprotroficzny. Występuje w lasach na bardzo zbutwiałym drewnie, na leżących na ziemi pniach i gałęziach, zwłaszcza jodły, modrzewia, świerka, rzadziej olszy, grabu i buka. Owocniki od lata do jesieni.

## Gatunki podobne
Grzybówka zielonoostrzowa jest gatunkiem bardzo zmiennym. Z jej nazwy wynika, że powinna mieć zielone ostrza blaszek, jednak czasami zupełnie brak tego koloru, a czasami jest widoczny tylko bardzo blisko brzegu kapelusza. Generalnie kolor krawędzi blaszki jest taki sam jak na brzegu kapelusza, zielone ostrza występują tylko u młodych osobników. Jednak identyfikacja rzadko sprawia jakiekolwiek trudności. Typowe cechy tego gatunku to żółtawy lub miodowy trzon w połączeniu z oliwkowo-brązowym lub zielonkawym kolorem kapelusza.